# Peter Meyer (Künstler)

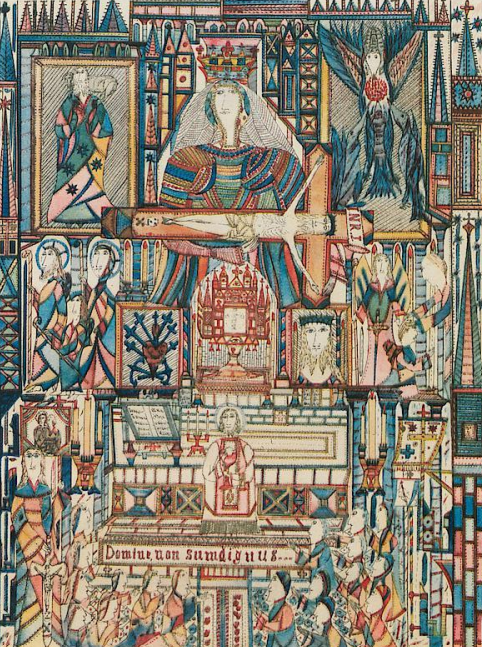
Peter Meyer: Altar mit Priester und Madonna oder Abendmahl

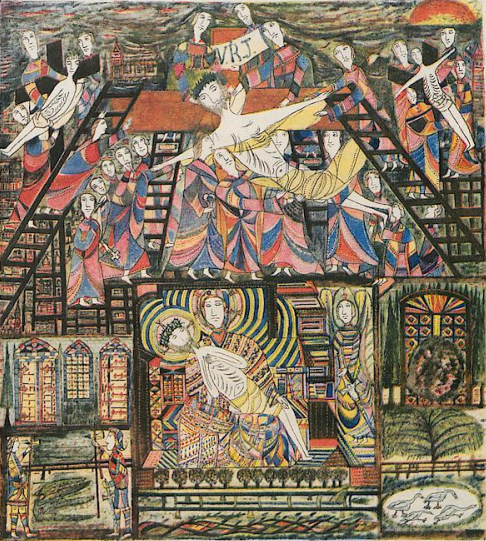
Peter Meyer: Kreuzabnahme und Pietà

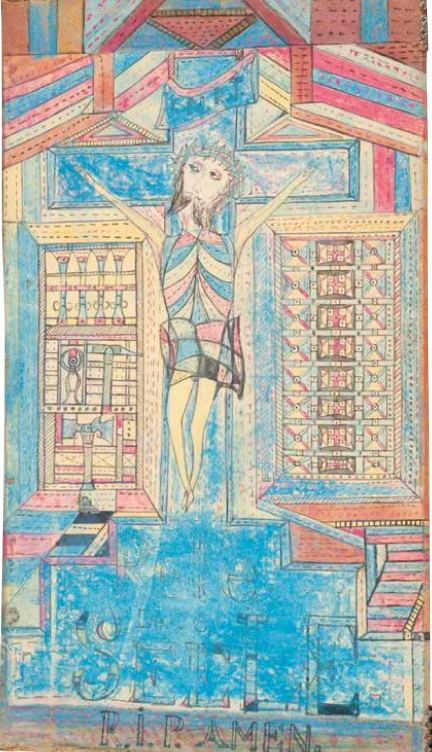
Peter Meyer: Ohne Titel (Prachthandschrift)

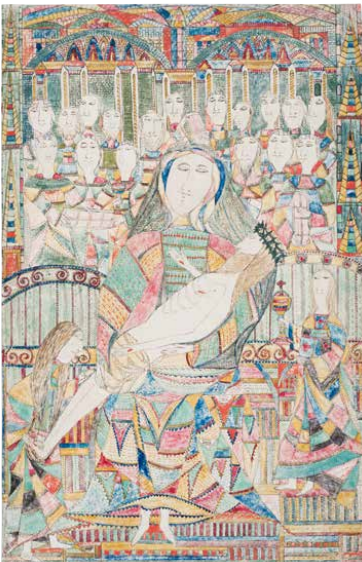
Peter Meyer: Das heilige Grab

Peter Meyer (geboren 1871 oder 1872 in Bütgenbach; gestorben 1930 in der Anstalt Eickelborn) war ein Art-brut-Künstler und einer der "schizophrenen Meister", die Hans Prinzhorn in seinem Werk „Bildnerei der Geisteskranken“ porträtierte. Prinzhorn verwendete dort das Pseudonym Peter Moog.

## Leben
Meyer wuchs in einfachen Verhältnissen in der Eifel auf und war ein begabter Schüler. Er wurde Kellner, neigte zu einem lockeren Lebensstil und litt an Gonorrhoe. Im Jahr 1900 heiratete er und hatte mit seiner Frau drei Kinder, von denen zwei früh starben. Die Ehe lief nicht gut. Seit 1902 führte er eine Gastwirtschaft, die 1907 Konkurs ging. Auch seine Frau starb 1907. Danach arbeitete er als Geschäftsführer in einem großen Kölner Hotel. 1908 hatte er seine erste schizophrene Episode und verlor seine Stelle.
Von da an fühlte er sich zum Dichter berufen. Er zog von Stadt zu Stadt und versuchte, Vorträge zu halten und eine eigene Druckerei zu gründen. Sechs Wochen später wiesen ihn seine Verwandten schließlich in eine Anstalt ein. Die Psychiater der aufnehmenden Anstalt diagnostizierten eine Manie. In der Anstalt schrieb er Texte und Gedichte über Liebe, Leidenschaft und Ausschweifungen und fühlte sich in der Nachfolge von Goethe und Schiller. Immer wieder verschlechterte sich seine Stimmung, um dann wieder in eine manische Phase zu wechseln. 1912 begann er zu malen.

## Künstlerisches Wirken und Bewertung
Prinzhorn berichtete, dass Meyer zunächst Ansichtskarten abzeichnete. Dann wandte er sich ausschließlich religiösen Darstellungen zu. Prinzhorn unterhielt sich ausführlich mit Meyer über diese Bilder und schwankte zwischen Faszination und harscher Kritik an den geistigen bzw. künstlerischen Fähigkeiten seines Patienten. Meyer male Heilige, vermutlich um seine früheren Sünden zu sühnen. Meyer hatte ihm mitgeteilt, dass er seinem früheren Lebensstil entsage, indem er Sexualität mit Sünde gleichsetze und während seiner Jahre in der Anstalt auf Tabak und Alkohol verzichte. Damit glaube er, sich eine jugendliche Schaffenskraft zu erhalten. Die Figuren sind aus vielen schmalen Streifen zusammengesetzt, jeder mit einem eigenen ornamentalen Muster verziert und jeder von einer anderen Farbe. Meyer zeigte den üblichen Horror vacui von Art-brut-Künstlern und füllte jeden Raum mit Dekoration.
Im April 1922 besuchte Alfred Kubin die Sammlung Prinzhorn, wobei er sich über Meyers Bilder äußerte: „Ein Kellner. Er arbeitet in Buntstift mosaikartige oder an Glasfenster erinnernde Stücke, ungehobene Schätze für die angewandte Kunst, z. B. das figurenreiche ‚Gnadenrätsel der Maria‘, oder der Drache in seinen gewundenen Verankerungen, die ihn an der Erde festhalten. Bei jeder einzelnen ist hinzugefügt: ‚nach System von mir‘.“
Am 11. und 12. September 1950 besuchte Jean Dubuffet die Sammlung Prinzhorn, sah sich zahlreiche Werke an und erstellte eine Liste darüber. Den „Fall 16 Peter Moog“ markiert er mit der Bemerkung „peinture genre manuscrits moyen-âge“ (Malerei wie in mittelalterlichen Handschriften).

## Werke (Auswahl)
- 1918: Abendmahl oder Altar mit Priester und Madonna, Aquarell
- 1918: Jüngstes Gericht, Tinte und Aquarell
- 1918: Kreuzabnahme und Pietà, Aquarell
- 1918: Bergpredigt, Tinte und Aquarell
- 1919: Zerstörung Jerusalems, Bleistift, Feder und Deckfarben auf Karton
- 1919: ohne Titel (Madonna mit Christuskind), Tinte und Aquarell
- ca. 1919: Belichtung zu dem Gemälde: Das heilige Grab, Bleistift, Tinten und Deckfarben auf Aktenpapier
- ca. 1919: Das heilige Grab, Bleistift, Feder, Deckfarben auf Papier
- ca. 1919: ohne Titel (selbstgefertigte liturgische Prachthandschrift), Deckfarben, Pastellkreiden, Bleistift, Feder auf kaschierten Pappestücken
- 1920: Die Anbetung, Feder und Deckfarben auf Pappe, mit Aktenpapier kaschiert